# 3772 Piaf
A 3772 Piaf (ideiglenes jelöléssel 1982 UR7) a Naprendszer kisbolygóövében található aszteroida. Ljudmila Georgijevna Karacskina fedezte fel 1982. október 21-én.